# Ропуха помаранчева
Ропуха помаранчева (Bufo periglenes) — невелика ропуха, що мешкала в обмеженому районі тропічних лісів Коста-Рики (близько 30 км у поперечнику). Вперше вона була описана 1966 року, однак після 1989 року її ніхто не бачив. Вважається вимерлим видом.

## Гіпотези щодо причини вимирання
Після декількох невдалих спроб виявити зниклих ропух у 1990-ті роки (була надія, що вони могли зберегтися в підземних калюжах і водоймищах) науковці почали дискутувати про можливі причини вимирання помаранчевої жаби. Найбільшу підтримку отримали наступні версії:
- епізоотія грибкової інфекції;
- зміни в океанській течії Ель-Ніньйо, які стали причиною рекордної посухи в мікроареалі жаби в тропічних лісах, яка й погубила тварин.